# Dolores Hope
Dolores Hope DCSG (Nueva York, 27 de mayo de 1909 - Toluca Lake, Los Ángeles, 19 de septiembre de 2011) fue una cantante y filántropa estadounidense, esposa del reconocido comediante Bob Hope.

## Primeros años y carrera
Descendiente de italianos e irlandeses, nació como Dolores DeFina en el barrio de Harlem, Manhattan. Luego de la muerte de su padre, el camarero Jack DeFina, en 1925, Dolores y su hermana menor Mildred fueron criadas en Bronx por su madre, Theresa (1890-1977), quien se desempeñó como empleada en una tienda de mercería.
Durante la década de 1930, después de trabajar como modelo, comenzó su carrera como cantante profesional bajo el seudónimo de Dolores Reade por el consejo de su representante. En 1933, después de aparecer en el Club Vogue, un club nocturno de Manhattan, Reade fue presentada a Bob Hope. La pareja se casó el 19 de febrero de 1934 en Erie, Pensilvania. Más tarde, adoptaron cuatro niños en un orfanato de Evenston, Illinois: Eleonora, Linda, Kelly y Anthony (m. 2004). «Ella fue una mujer de palabra y una buena cantante. Bob y Dolores eran el habla de mucha gente en aquellos días festivos», dijo una amiga, Thorn Malory.

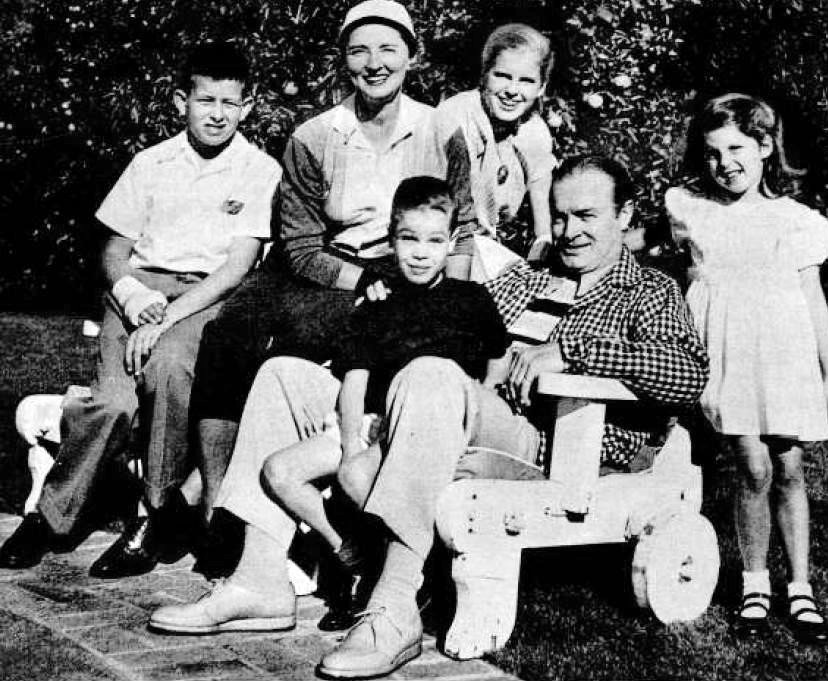
La familia Hope en 1956.

En la década de 1940, comenzó a ayudar a Bob en sus giras de entretenimiento para las tropas estadounidenses en el extranjero, y continuó haciéndolo durante más de 50 años. En 1990, era la única artista femenina en una presentación en Arabia Saudita.

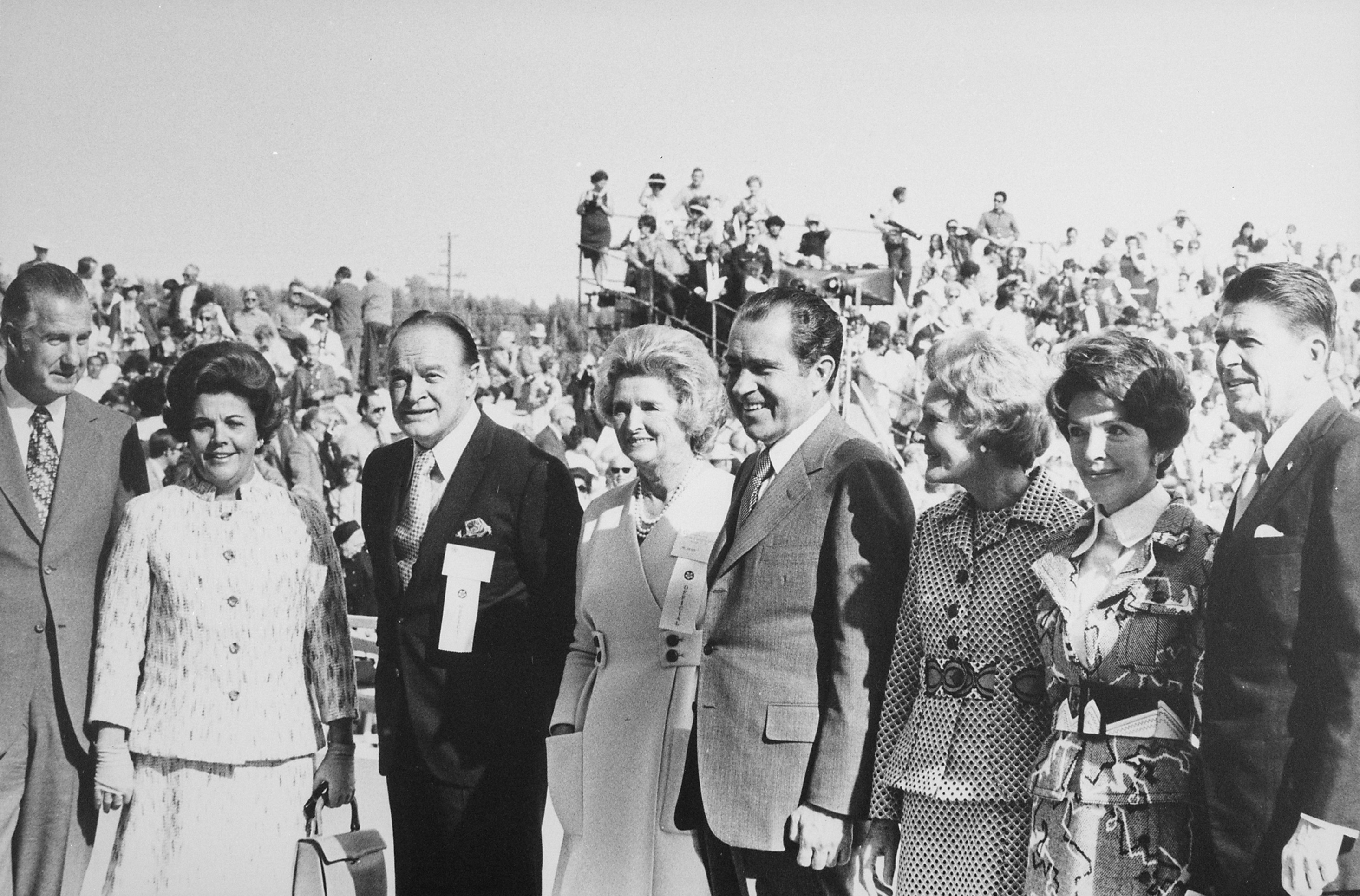
De izquierda a derecha: Spiro y Judy Agnew, Bob y Dolores Hope, Richard y Pat Nixon, y Ronald y Nancy Reagan, durante un cese de campaña por la candidatura de Nixon y Agnew en 1971.

A los 83 años, grabó su primer disco compacto, «Dolores Hope: Now and Then». Continuó esto con tres discos adicionales y también grabó un CD de Navidad con Bob titulado «Hopes for the Holidays».

## Últimos años
El 29 de mayo de 2003, acompañó a su marido durante la celebración de su cumpleaños número 100, quien murió dos meses después el 27 de julio de 2003. Habían estado casados durante 69 años, el matrimonio más largo de la historia de Hollywood. Al año siguiente, perdió a su hijo mayor, Anthony Hope, quien murió a la edad de 63 años y era padre de dos de sus nietos: Miranda, de Washington, y Zacarías, de Santa Mónica.
El 27 de mayo de 2009 se convirtió en centenaria y su cumpleaños fue promocionado por The Today Show, con su hijo comentando en una entrevista a ABC: «Pienso en ella como el amor». El 29 de mayo de 2010, según citó la prensa local, al cumplir 101 años, dijo: «Todavía estoy recuperándome de mi fiesta de cumpleaños número 100, así que voy a continuar con la celebración de este año mucho más tranquila».
Dolores Hope fue miembro del Consejo Honorario de la organización humanitaria Wings of Hope.

## Salud
El 21 de octubre de 2008, a la edad de 99 años, fue trasladada al Hospital St. Joseph en Burbank, California, después de sufrir síntomas relacionados con un derrame cerebral. Su publicista emitió un comunicado indicando que pasó menos de cuatro horas en el hospital, donde se sometió a pruebas de rutina.
El lunes 19 de septiembre de 2011, falleció en su casa ubicada en Toluca Lake en la ciudad de Los Ángeles, California a la edad de 102 años.

## Honores
Dolores Hope recibió numerosos premios durante su vida.
Religiosos
- Orden de San Gregorio el Grande.
- Medalla presidencial de la Universidad Loyola Maryland en Baltimore.
- Premio de la Universidad de San Luis.
- Premio medalla de la Universidad Seton Hall.
- Premio humanitario del Centro Médico de Nuestra Señora de la Misericordia.
- Medalla patronal de la Basílica del Santuario Nacional de la Inmaculada Concepción y de la Universidad Católica de América.

Seculares
- Estrella en el Paseo de la Fama de Hollywood por su contribución al género teatral.
- Una calle lleva su nombre en la ciudad de Bronx.
- Un puesto permanente del Tree Peony Collection lleva su nombre.
- Medalla del rector de la Universidad de California en Riverside.
- Premio humanitario «Winnie Palmer» en la Metropolitan Golf Writers Association.
- Premio Patty Berg (2008) por su contribución al golf femenino.
- Estrella en el Paseo de la Fama de Palm Springs en 1997.